# Gelis rotundiceps
Gelis rotundiceps là một loài tò vò trong họ Ichneumonidae.